# Bourré
Bourré è un ex comune francese di 763 abitanti situato nel dipartimento del Loir-et-Cher nella regione del Centro-Valle della Loira. Il 1º gennaio 2016 ha formato, insieme al comune di Montrichard, il nuovo comune di Montrichard Val de Cher. 

## Società

### Evoluzione demografica
Abitanti censiti